# Désiré Roustan
 (octobre 2021).
Si vous disposez d'ouvrages ou d'articles de référence ou si vous connaissez des sites web de qualité traitant du thème abordé ici, merci de compléter l'article en donnant les références utiles à sa vérifiabilité et en les liant à la section « Notes et références ».
Désiré Roustan, né le 25 avril 1873 à Roquevaire et mort le 11 décembre 1941 à Saint-Nicolas-de-Véroce, est un philosophe français.

## Biographie
Fils de Ferdinand Léon Roustan, receveur de l'enregistrement et du timbre, et de Marie Marguerite Paillon, son épouse, Désiré Auguste Roustan naît à Roquevaire en 1873. 
Élève d'Henri Bergson au lycée Henri IV, il conservera de ce dernier une image impérissable. Il entre à l’École normale supérieure en 1894 et est reçu premier à l'agrégation de philosophie en 1899. Après avoir voyagé deux ans (Japon, Australie, Nouvelle-Zélande), il rentre en France en 1901. Il enseigne alors la philosophie à Cahors puis à Bordeaux. 
Nommé à Paris en 1911, il enseigne successivement aux lycées Charlemagne, Condorcet, Lakanal et Louis-le-Grand. Devenu inspecteur de l'Académie de Paris en 1919 puis inspecteur général de l'Instruction publique en 1929, Roustan termine sa carrière comme directeur de cabinet au ministère de l’Éducation nationale. Honoraire en 1938, profondément marqué par la défaite de 1940, il tombe malade et meurt le 11 décembre 1941.

## Pensée
Dans une conférence de 1924, La Raison et la Vie (publiée en 1946), Roustan pose une question dans l'air du temps : « Bergson a-t-il fait le procès de l'intelligence ? ». Le philosophe, soucieux de concilier ensemble acquis du rationalisme et bergsonisme, écrit : « Bergson déclare cette intelligence perfectible, susceptible de se dilater (...) ». Cette phrase est significative de l'entreprise de Roustan : celui-ci voit dans la raison l'effort par lequel l'esprit s'adapte le monde en créant lui-même les concepts nécessaires pour se l'assimiler. Pour le philosophe, la raison devient un effort dont la souplesse témoigne d'un acte d'adaptation toujours renouvelé. Ainsi, la raison devient source de mystère, un puits insondable de possibilités.

## Œuvres
- Leçons de philosophie - psychologie 1911
- La Culture au cours de la vie, 1930
- La Raison et la Vie, 1946 (posthume)